# Епископ жички Вићентије
Вићентије Красојевић (Горња Црнућа, октобар 1824 – Београд, 15. март 1882) био је ужички епископ и народни добротвор.

## Биографија
Родитељи су му се звали Ђока и Петрија. 
Био је ученик школе у Враћевшници око 1830. године, а после тога је изучио две године богословије у Београду. Године 1844. постао је ђакон, 1846. јеромонах, 1859. игуман (након смене династија после Светоандрејске скупштине), 1870. архимандрит у Враћевшници и, на крају, 1873. ужички владика (након смрти владике Јоаникија Нешковића).
Кнез Милош га је 25. децембра 1859. године одликовао златним крстом Светоандрејске скупштине. У повељи о одликовању писало је: „Одликујем га овим знаком мога књажевског благовољења с тим да га вечно његов старешина господин Вићентије а по смрти овог његови заступници носе.”
Радио је на прикупљању и преписивању народних старина и архивских докумената, а библиотеку манастира Враћевшнице умножио је и уредио па је с временом постала једна од најцењенијих у Србији. У манастиру је основао и галерију слика у којој је било и неколико икона и слика с краја XVIII и почетка XIX века. Већи део галерије чинила су дела сликара и песника Ђуре Јакшића, који је на његов позив боравио у манастиру и насликао портрете свих српских владара и историјске композиције из Првог и Другог српског устанка. Од ових слика сачуван је само портрет кнеза Милоша. И библиотека и галерија изгореле су у пожару који је захватио манастир 1920. године. Са јужне стране манастирске цркве 1868. године почео је да гради конак данас познат као Вићентијев конак, који је изведен као велика двоспратна зграда са звоником слична палатама мађарских великаша.
Као епископу резиденција му је била најпре у Карановцу (данашње Краљево), а касније у Чачку. Титула му је била епископ ужички и епископ ужичко-крушевачки. На самом крају његовог управљања епархијом титула му је била епископ жички.
Као епископ био је више година председник Апелаторијске конзисторије Српске митрополије. Био је помажући члан Друштва за пољску привреду.

### Смрт
Умро је 15. марта 1882. године у Београду. На опелу одржаном у Саборној цркви чинодејствовао је епископ Мојсеј у присуству краља Милана, краљице Наталије и скоро целе владе. Сахрањен је у припрати манастирске цркве у Враћевшници као један од ктитора.
Сву своју имовину завештао је за стипендије, просветне и друге добротворне циљеве. По његовој жељи основана је задужбина за школовање његове фамилије и ђака из Горње Црнуће са седиштем и његовој кући у Београду. Од новца који је оставио у Управи фондова подигнуте су нове Задужбинске зграде. Зграде задужбине су даване под закуп од кога су даване стипендије питомцима задужбине. У зградама су биле смештене: Београдска богословија, Краљевска српска државна штампарија, библиотека Правног факултета и Академија ликовних уметности. Зграде задужбине су национализоване 1958. године.